# Сьядвада
Сьядвада (дев. स्यादवाद, буквально «возможное утверждение») — доктрина, определяющая форму постулата в философии джайнизма. По этой доктрине исходные положения логического рассуждения должны задаваться в одной из семи форм (сабтабгангиная). Основной особенностью этих форм является ограничение универсальности, релятивизм. Каждое логическое рассуждение и его вывод в джайнизме считается частичной истиной, справедливой только в определённом аспекте, в рамках исходных постулатов.
Семь форм постулата:
1. Сьяд-асти — в определённом смысле есть.
2. Сьяд-насти — в определённом смысле не есть.
3. Сьяд-авактавья —  в определённом смысле не поддаётся описанию.
4. Сьяд-асти-насти — в определённом смысле есть и не есть.
5. Сьяд-асти-авактавья — в определённом смысле есть и не поддаётся описанию.
6. Сьяд-насти-авактавья — в определённом смысле не есть и не поддаётся описанию.
7. Сьяд-асти-насти-авактавья —в определённом смысле есть, не есть и не поддаётся описанию.

Логические суждения джайнизма ограничены выходными постулатами. Истина для джайна всегда многогранна, и человек может изучать только часть этих многогранных аспектов. Абсолютная истина для обычного человека недостижима. Однако джайнизм верит в возможность существования абсолютного знания (кевала джняна), которое доступно только просветлённым (кевали).
Принципы сьядвады и анекантавады (плюрализм) составляют то, что джайны называют ненасилием (ахимса) в мыслях.